# 木下利寛
木下 利寛（きのした としひろ）は、江戸時代中期の備中国足守藩の世嗣。

## 略歴
7代藩主・木下利忠の長男として誕生。
足守藩嫡子として生まれたが、家督を継ぐことなく明和5年（1768年）に12歳で早世した。
代わって弟・利彪が嫡子となった。